# 1836
1836 (MDCCCXXXVI) var ett skottår som började en fredag i den gregorianska kalendern och ett skottår som började en onsdag i den julianska kalendern.

## Händelser

### Januari
- 24 januari – Amerikanska marinsoldater lämnar Peru.[1]

### Mars

Texas

- 2 mars – Texas bryter sig loss från Mexiko och blir självständig republik.[2]
- 6 mars – Efter 13 dagars belägring stormar mexikanska trupper ledda av generalen Antonio López de Santa Anna, den övergivna missionskyrkan San Antonio de Valero (senare känd som Alamo) i Texas. Av de drygt 200 texasbor som bitit sig fast i byggnaden stupar alla utom två. Bland de döda finns bland andra Davy Crockett och James Bowie.
- 17 mars – Peru delas upp i Nordperu och Sydperu.[3]

### April
- 20 april – Wisconsinterritoriet skapas i USA.

### Juni

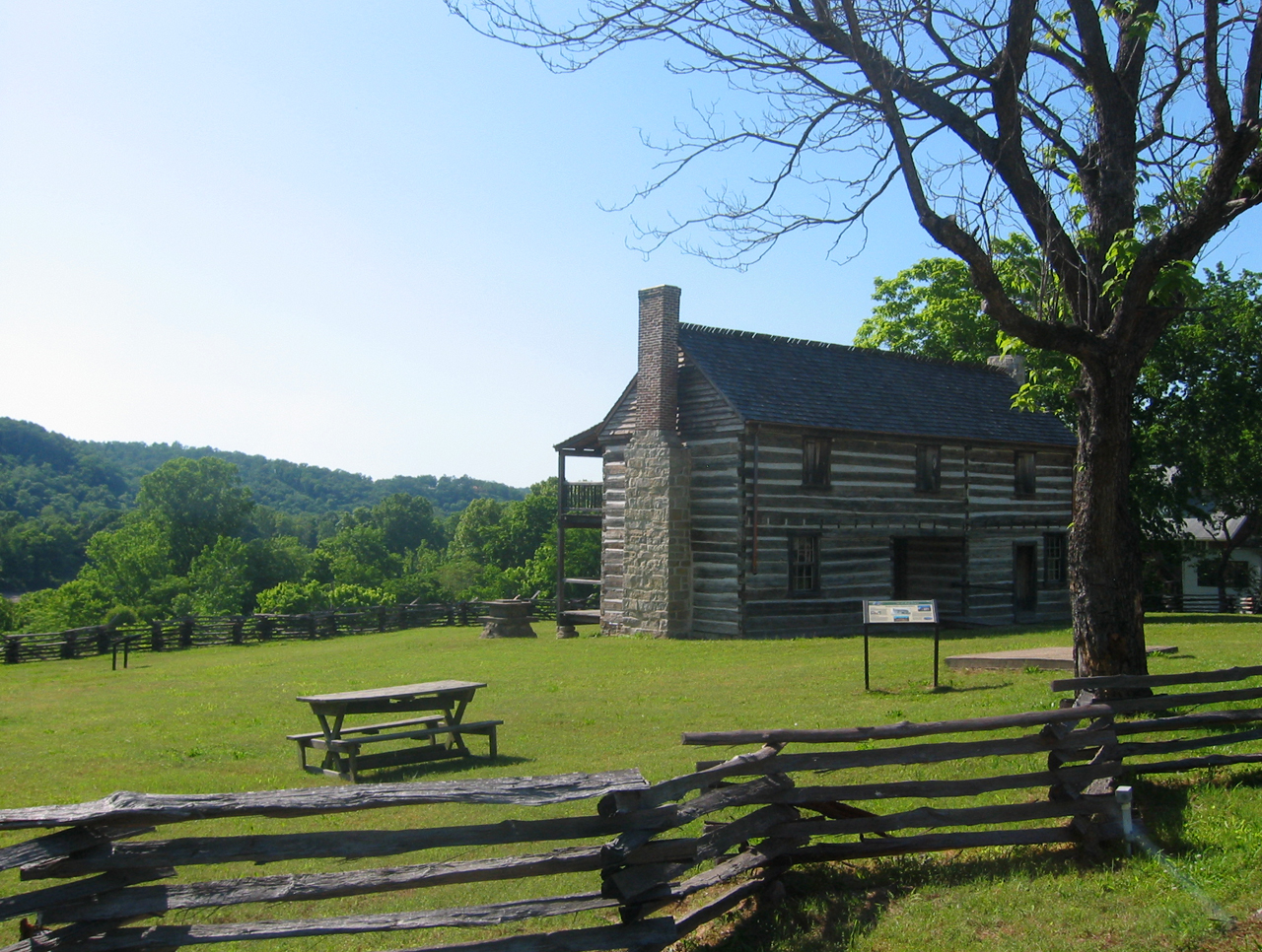
Arkansas

- 15 juni – Arkansas blir den 25:e delstaten att ingå i den amerikanska unionen.[4]
- 19 juni – Cynthia Ann Parker kidnappas av Comancher.

### Juli
- Juli–december – USA ockuperar Nacogdoches, Texas för att stoppa hot från indianerna.[1]

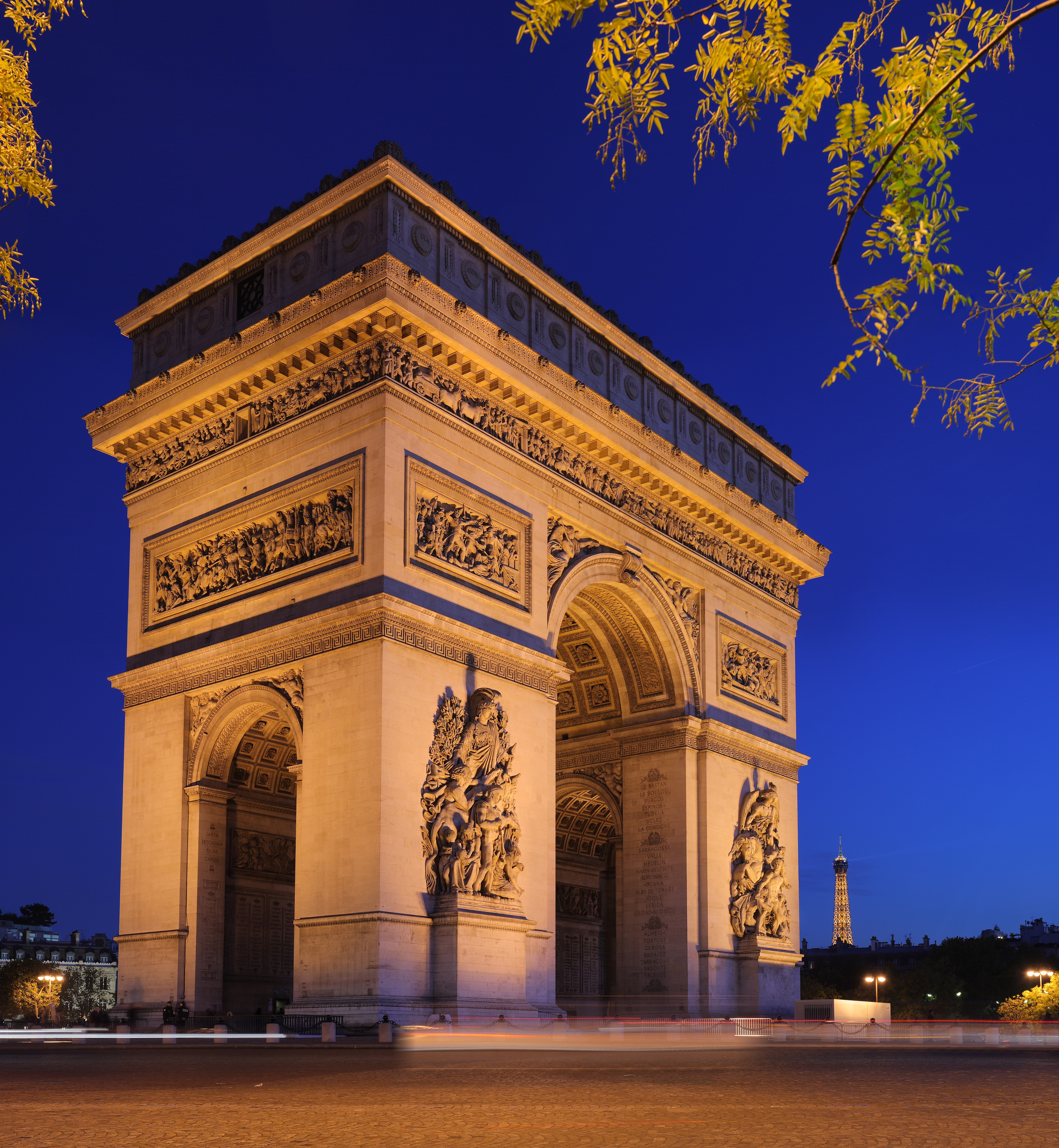
Triumfbågen

- 13 juli - Svenske John Ericsson får patent i England för sin Skruvpropeller, Patent A.D. 1836 No. 7149)[5]
- 29 juli – Triumfbågen i Frankrikes huvudstad Paris invigs.

### Augusti
- 4 augusti – De andra olympiska spelen i Ramlösa hålls, varefter tävlingen dör ut och försvinner samt glöms bort.
- 7 augusti – Amerikanska marinsoldater landstiger återigen i Peru för att skydda amerikanska intressen i Callao och Lima under revolutionsförsök.[1].
- 30 augusti – Staden Houston, Texas bildas.[6]

### Oktober

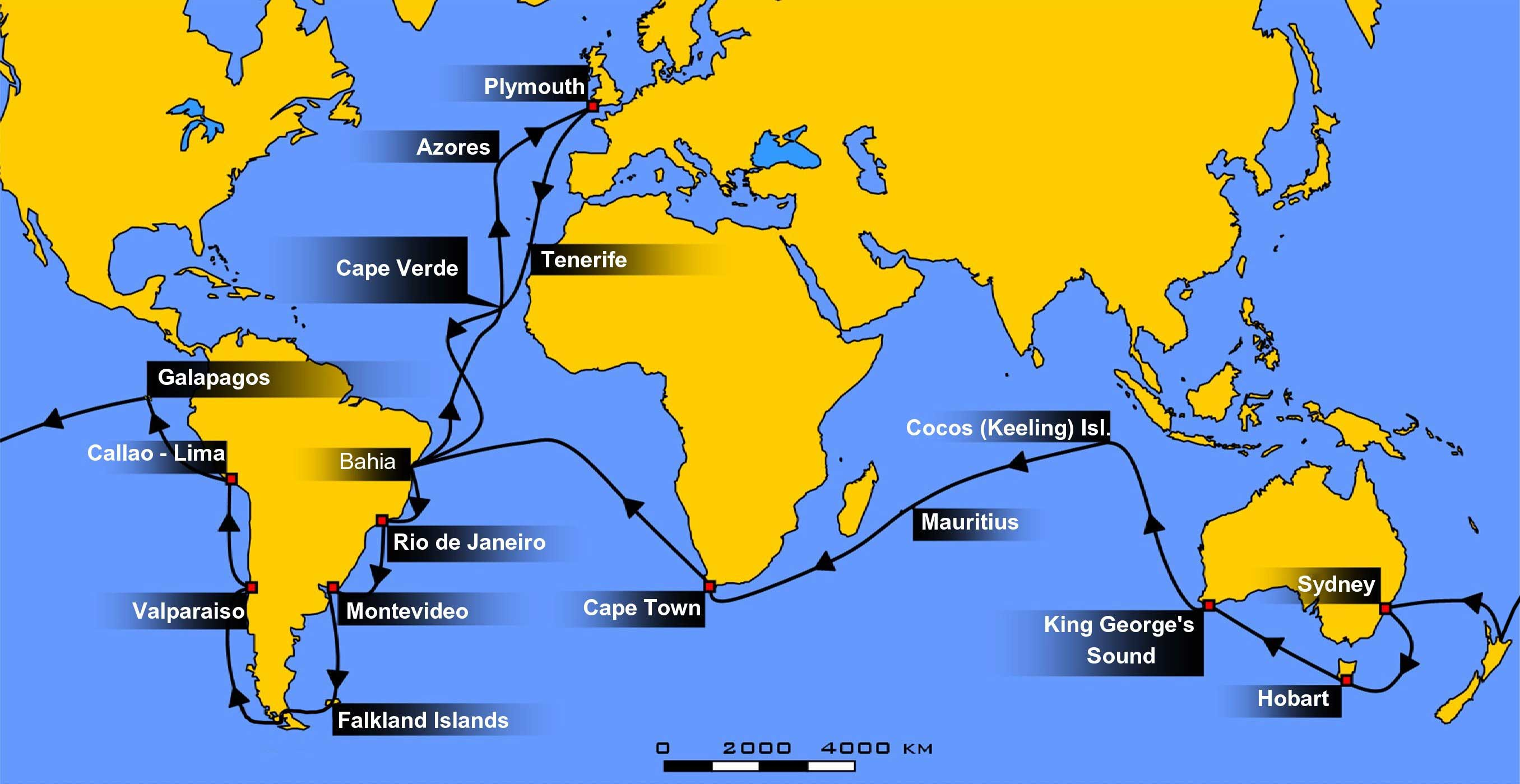
Charles Darwin resa med båten HMS Beagle.

- 2 oktober – Charles Darwin återvänder till Storbritannien på båten HMS Beagle med biologisk data för evolutionsteorin.
- 22 oktober – Sam Houston tillträder som Texas president.

Peru-bolivianska konfederationen

- 25 oktober – Bygget av järnvägen Wilmington and Raleigh Railroad i North Carolina i USA påbörjas. På grund av brist på hjälp i Raleigh, dras sträckan om till att gå från Wilmington till Petersburg Railroad i Weldon.[7]
- 25 oktober - Luxorobelisken[8] invigs, Place de la Concorde i Paris.
- 28 oktober – Peru-bolivianska konfederationen skapas i Sydamerika av Bolivia och Peru.[9]

### November

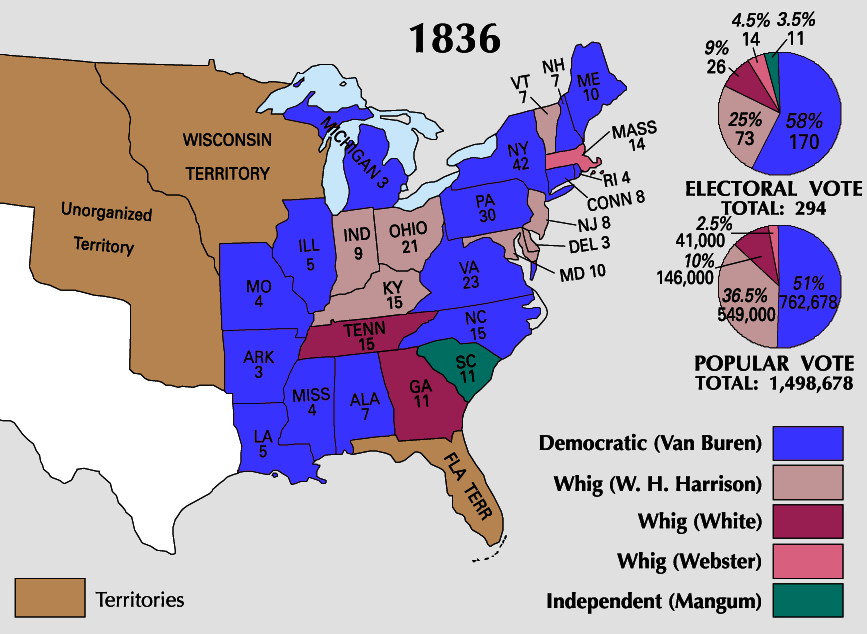
Presidentval i USA.

- 30 oktober–2 december – Demokraten Martin Van Buren besegrar Whigpartisten William Henry Harrison och Hugh Lawson White från det sydliga Whigpartiet vid presidentvalet i USA.
- 25 november – Filipstads stad, Sverige återfår sitt stadsprivilegium.[10]

### December
- 7 december – Amerikanska marinsoldater lämnar Peru.[1]
- 26 december – Kolonin South Australia skapas, dagen senare firad som Proclamation Day.
- 28 december – Spanien erkänner Mexiko.[11]

### Okänt datum
- Peter Wieselgren grundar sin första nykterhetsförening i Västerstad.
- Med den nya "snellposten" skickas brev två gånger i veckan från Stockholm till Jönköping, där distributionen söderut förgrenas.

## Födda

### Första kvartalet

#### Januari
- 8 januari – Lawrence Alma-Tadema, brittisk målare.
- 24 januari – Hugh Smith Thompson, amerikansk demokratisk politiker, guvernör i South Carolina 1882–86.

#### Februari
- 27 februari – Russell A. Alger, amerikansk republikansk politiker och militär.

#### Mars
- 31 mars – Hjalmar Palmstierna, svensk friherre, officer, politiker och ämbetsman.

### Andra kvartalet

#### April
- 3 april – Carl Herslow, svensk liberal och tidningsman.
- 17 april – Adolf Tersmeden, svensk friherre, bruksägare och riksdagsman.
- 19 april – Ferdinand Cheval, fransk särlingskonstnär.
- 20 april – Joseph Millard, kanadensisk-amerikansk politiker, senator 1901–1907.

#### Maj
- 13 maj – Albert Lundblad, svensk jurist och riksdagsman.
- 27 maj – Jay Gould, amerikansk finansman.
- 31 maj – Jules Chéret, fransk konstnär.

#### Juni
- 17 juni – Clas Theodor Odhner, svensk riksarkivarie.
- 24 juni – George Laird Shoup, amerikansk republikansk politiker, senator 1890–1901.
- 28 juni – Lyman J. Gage, amerikansk politiker.

### Tredje kvartalet

#### Juli
- 9 juli – Sofia av Nassau, drottning av Sverige 1872–1907 och av Norge 1872–1905, gift med Oscar II.
- 17 juli – Hjalmar Claëson, svensk häradshövding och riksdagsman (första kammarens minoritetsparti).

#### Augusti
- 9 augusti – Alexander del Mar, amerikansk politisk ekonom, historiker och författare.

#### September
- 22 september – Fredrique Paijkull, svensk folkskolepionjär.
- 24 september – Christoph von Tiedemann, preussisk politiker.

### Fjärde kvartalet

#### Oktober
- 10 oktober – William D. Hoard, amerikansk republikansk politiker, guvernör i Wisconsin 1889–1891.
- 13 oktober – Lars Olsson Smith, svensk affärsidkare och brännvinsproducent, känd som Brännvinskungen.
- 15 oktober – James Tissot, fransk målare och illustratör.
- 29 oktober – James Ritty, amerikansk barägare och uppfinnare.

#### November
- 1 november – George E. Spencer, amerikansk republikansk politiker, senator 1868–1879.
- 12 november – Anton Markstedt, svensk vicekonsul och riksdagsman.
- 18 november – W.S. Gilbert, brittisk operettförfattare.

#### December
- 15 december – Edward Murphy Jr., amerikansk demokratisk politiker, senator 1893–1899.

## Avlidna

### Första kvartalet

#### Januari
- 12 januari – Johan Fredrik Wallenius, 70, finländsk läkare.

#### Februari
- 10 februari – Marie-Anne Pierrette Paulze, 78, fransk kemist.

#### Mars
- 6 mars – Davy Crockett, 49, amerikansk militär och politiker.
- 7 mars – Alexandre Parent du Châtelet, 45, fransk läkare.

### Andra kvartalet

#### April
- 7 april – William Godwin, 80, brittisk filosof, samhällskritiker och författare.

#### Maj
- 7 maj – Norbert Burgmüller, 26, tysk kompositör.

#### Juni
- 20 juni – Emmanuel Joseph Sieyès, 88, fransk revolutionspolitiker och präst.
- 26 juni – Claude Joseph Rouget de Lisle, 76, fransk författare och kompositör.
- 28 juni – James Madison, 85, amerikansk politiker och politisk filosof, USA:s president 1809–1817.

### Tredje kvartalet

#### Juli
- 23 juli – Jean-Félix Adolphe Gambart, 36, fransk astronom.

#### Augusti
- 21 augusti – Claude-Louis Navier, 51, fransk väg- och vattenbyggnadsingenjör.

#### September
- September – Theresa Berkley, engelsk uppfinnare.

### Fjärde kvartalet

#### Oktober
- 5 oktober – Robert Henry Goldsborough, 57, amerikansk politiker, senator 1813–1819 och sedan 1835.
- 27 oktober – Joséphine-Rosalie de Walckiers, 71, belgisk bankir och kompositör.

#### November
- 6 november – Karl X, 81, kung av Frankrike 1824–1830.
- 9 november – James Pleasants, 67, amerikansk politiker, guvernör i Virginia 1822–1825.

#### December
- 2 december – Carl von Rosenstein, 70, svensk ärkebiskop sedan 1819.

### Fotnoter
1. 1 2 3 4  Grimmett, Richard F. (5 oktober 2004). ”Instances of Use of United States Armed Forces Abroad, 1798 – 2004”. Naval History and Heritage Command. https://www.history.navy.mil/research/library/online-reading-room/title-list-alphabetically/i/use-of-armed-forces-abroad-1798-2004.html.
2. ↑  World Statesmen (läst 3 april 2011)
3. ↑  World Statesmen
4. ↑  World Statesmen (läst 3 april 2011)
5. ↑   Propeller for Steam Navigation, The New York Public Library /nypl.org (läst 17 juli 2025)
6. ↑  McComb, David G. (19 januari 2008). ”Houston, Texas”. Handbook of Texas Online. http://www.tshaonline.org/handbook/online/articles/hdh03. Läst 1 juni 2008.
7. ↑  CommunicationSolutions/ISI, "Railroad — Wilmington & Raleigh (later Weldon)", North Carolina Business History, 2006, läst 1 februari 2010
8. ↑   L'Obélisque de Louxor DRAC Île-de-France /culture.gouv.fr (läst 25 maj 2025)
9. ↑  World Statesmen
10. ↑  Filipstads gille
11. ↑  ”Mexico” (på engelska). World Statesmen. http://www.worldstatesmen.org/Mexico.htm. Läst 22 september 2012.